# Charles West (écrivain)
Pour les articles homonymes, voir West et Charles West.
Charles West, né en 1927, est un acteur et écrivain britannique, auteur de roman policier.

## Biographie
Après avoir étudié le théâtre au Royal Academy of Dramatic Art et le chant au Dartington Hall Music School, il devient membre d'une compagnie théâtrale au théâtre Old Vic de 1958 à 1962. Sur scène, il joue aussi dans les comédies musicales Annie et L'Homme de la Mancha. De 1954 à 1987, il décroche de nombreux seconds rôles dans diverses séries télévisées britanniques.
En 1976, il publie son premier roman, Destruction Man, dans lequel il crée le personnage du détective privé australien Paul Crook, héros de trois autres titres.
En 1989, il publie le thriller La Fourmi qui aboie (Funnelweb), son seul titre traduit en français et paru dans la collection Série noire. Selon Claude Mesplède et Jean-Jacques Schleret, l'« intrigue [est] un peu embrouillée, mais le récit distrayant, avec ce qu'il faut d'horreur et d'humour ».

## Œuvre

### Romans

#### SériePaul Crook
- Destruction Man (1976)
- Stonefish (1991)
- Little Ripper (1991)
- The Long Hook (2008)

#### Autres romans
- Funnelweb (1989) Publié en français sous le titre La Fourmi qui aboie, Paris, Éditions Gallimard, coll. « Série noire » no 2279 (1991)  (ISBN 2-07-049279-6)
- Rat's Nest (1990)
- Stage Fright (1993)
- Little Devil (2006)

## Sources
: document utilisé comme source pour la rédaction de cet article.
Claude Mesplède et Jean-Jacques Schleret, Les Auteurs de la Série noire p. 479, Joseph K. (1996)  (ISBN 9-782-91068611-6)